# Benissanet
Benissanet és una vila i municipi de la comarca de la Ribera d'Ebre. És una vila essencialment agrícola.

## Geografia
- Llista de topònims de Benissanet (Orografia: muntanyes, serres, collades, indrets..; hidrografia: rius, fonts...; edificis: cases, masies, esglésies, etc).

D'una extensió de 23,12 km², el municipi de Benissanet s'estén a la dreta de l'Ebre, per una franja irregular, estreta i allargada entre el riu, a llevant, i la serra de Cavalls, a ponent (la serra de la Torre, contrafort nord-oriental de la serra de Cavalls, assoleix els 450 m a la Roca del Pebre). A tramuntana el terme limita amb el de Móra d'Ebre, a llevant amb Tivissa, a migdia amb Ginestar, Miravet (la divisòria passa, en part, pel camí de les Comes) i el Pinell de Brai (Terra Alta), al SW amb Gandesa i a ponent amb Corbera d'Ebre (aquests dos darrers municipis també de la Terra Alta).
El municipi comprèn dues parts diferenciades. A la de llevant, propera a l'Ebre, els terrenys són plans perquè corresponen a la cubeta o depressió de Móra; en aquest sector hi ha el cap del municipi i les terres de regadiu. L'altra zona correspon a terrenys accidentats i improductius, que d'unes altituds superiors als 500 m a l'extrem sud-occidental, als contraforts de la serra de Cavalls (que fa partió entre el terme de Benissanet i els de Gandesa i el Pinell de Brai), davallen a uns 100 m en la part més pròxima a la fèrtil plana de Benissanet.
En aquest territori montuós i mancat d'aigua hi ha, no obstant, algunes basses de poca importància: la bassa dels Tolls, la Bassa Blanca i la de Peresteves. Solquen el terme alguns barrancs, com el de la Vall de Surroca, al S, o el de la Torre, a ponent, en el sector de la serra de Cavalls declarada espai d'interès natural.
El poble de Benissanet és el cap de municipi i l'únic nucli de població agrupada. Una carretera procedent de Móra d'Ebre arriba fins al poble de Benissanet i continua cap a Miravet, on pot enllaçar, travessant el riu per un pas de barca, amb la carretera C-12 procedent d'Amposta i que continua vers Lleida. A Benissanet conflueixen també diversos camins antics: el camí d'Enmig, el de les Planes, el de Baix, el de Vilanova i altres. Per a passar el riu s'havia utilitzat tradicionalment una barca, mitjà de transport que ja ha estat abandonat.
El lloc de Benissanet es creu que fou una antiga alqueria islàmica. El topònim prové de l'àrab Bani Sanid i sembla que significa “fills de Sanid”.

## Demografia
| 1497 f | 1515 f | 1553 f | 1717 | 1787 | 1857  | 1877  | 1887  | 1900  | 1910  |
| ------ | ------ | ------ | ---- | ---- | ----- | ----- | ----- | ----- | ----- |
| 47     | 67     | 81     | 344  | -    | 1.716 | 1.772 | 1.832 | 1.901 | 1.923 |

| 1920  | 1930  | 1940  | 1950  | 1960  | 1970  | 1981  | 1990  | 1992  | 1994  |
| ----- | ----- | ----- | ----- | ----- | ----- | ----- | ----- | ----- | ----- |
| 1.923 | 1.860 | 1.613 | 1.689 | 1.521 | 1.217 | 1.137 | 1.060 | 1.023 | 1.023 |

| 1996  | 1998  | 2000  | 2002  | 2004  | 2006  | 2008  | 2010  | 2012  | 2014  |
| ----- | ----- | ----- | ----- | ----- | ----- | ----- | ----- | ----- | ----- |
| 1.020 | 1.016 | 1.022 | 1.077 | 1.130 | 1.205 | 1.268 | 1.263 | 1.280 | 1.247 |

| 2016  | 2018  | 2020  | 2022  | 2024  | 2026 | 2028 | 2030 | 2032 | 2034 |
| ----- | ----- | ----- | ----- | ----- | ---- | ---- | ---- | ---- | ---- |
| 1.218 | 1.142 | 1.140 | 1.169 | 1.186 | -    | -    | -    | -    | -    |

## Eleccions municipals
Nombre de regidors per partit
| Junts                                                                                                 | -  | - | - | - | - | -  | - | - | - | - | -  | 4 |
| PSC                                                                                                   | -  | - | - | - | - | -  | - | 3 | 3 | - | -  | - |
| PP | -  | - | - | 4 | 2 | 0  | - | - | - | - | -  | - |
| ERC                                                                                                   | -  | - | - | - | 1 | 1  | 4 | 2 | 2 | 6 | -  | 5 |
| CiU                                                                                                   | 1  | 9 | 9 | 5 | 6 | 6  | 5 | 4 | 4 | 3 | -  | - |
| UCD                                                                                                   | 5  | - | - | - | - | -  | - | - | - | - | -  | - |
| Altres                                                                                                | 3a | - | - | - | - | 2b | - | - | - | - | 9c | - |
| Total                                                                                                 | 9  | 9 | 9 | 9 | 9 | 9  | 9 | 9 | 9 | 9 | 9  | 9 |
| a Unió Independent Esquerra de Benissanet; b Independents de Benissanet - FIC; c Tots per Benissanet; |    |   |   |   |   |    |   |   |   |   |    |   |

## Festes
- Sant Antoni (17 gener)
- Sant Jaume (24, 25, 26 i 27 de juliol)
- Mare de Déu del Pilar (12 d'octubre)

## Fills distingits
- Ramon O'Callaghan i Tarragó (1798-1844), coronel carlí a la Primera Guerra Carlina.
- Artur Bladé i Desumvila (1907-1995), periodista i escriptor català.
- Carme Laura Gil i Miró (1935), filòloga i política catalana.
- Joan Manuel Margalef i Ayet, instrumentista de trombó i fiscorn i compositor de sardanes.
- Jacques Roca (1934-2007), pilot.
- Francesc Ripoll i Fortuño (1873-1963), advocat.
- Josep Serra i Castellví, músic i compositor

## Llocs d'interès
- Refugi antiaeri de la Font Gran
- Col·lecció d'Instruments Musicals Josep Serra i Castellví.[4]
- Església de Sant Joan Baptista (Benissanet)
- Torre de Cervelló